# Protodulia

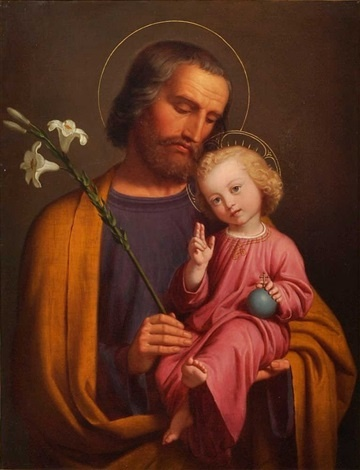
São José com o menino Jesus, de Caspar Jele, 1848.

A protodulia (ou suma dulia) é um culto dedicado pelo Cristianismo a São José, pai nutrício de Jesus. José, segundo as Escrituras, é descendente do Rei Davi e esposo da Virgem Maria, Mãe de Jesus pela ação do Espírito Santo. Diferenciando-se de todos os santos, São José é merecedor, na Igreja Católica, de um culto de veneração especial em honra do grau preeminente de sua paternidade, dignidade e santidade, ficando atrás apenas de Maria Santíssima.

## Escolástica
Santo Tomás de Aquino, Doutor da Igreja, desenvolveu o tema da devoção a São José:
- por seu poder de intercessão junto a Jesus Cristo, Filho de Deus e da Sagrada Família, fora do comum em termos de eficácia e universalidade,
- pelo seu patrocínio e mediação à Igreja (título reconhecido séculos mais tarde pelo Papa Pio IX), em favor das famílias cristãs, dos trabalhadores, dos moribundos e daqueles que aspiram à perfeição.[3]

## Encíclica "Quamquam Pluries"
Sobre a devoção a São José, o Papa Leão XIII publicou a encíclica Quamquam Pluries, publicada por ocasião da solenidade da Assunção de Maria, em 15 de agosto de 1889. Embora não use os termos "protodulia" e "hiperdulia", o texto afirma:
 
 É certo que a dignidade da Mãe de Deus repousa tão alto que nada pode ser mais sublime; mas porque um nó conjugal se apertou entre a Santíssima Virgem e José, não há dúvida de que daquela altíssima dignidade, pela qual a Mãe de Deus domina todas as criaturas, ele se aproximou mais do que qualquer outra pessoa. Sendo a união a mais alta sociedade e amizade, a qual por sua natureza está unida à comunhão dos bens, segue-se que, se Deus deu José à Virgem como esposo, não deu apenas como companheiro de vida, testemunha da virgindade e guardião da honestidade, mas também para participar, pelo pacto conjugal, da sua sublime grandeza.— Cit. da exortação apostólica Redemptoris Custos, 15 de agosto de 1889

 Assim também ele surge entre todos na mais augusta dignidade, já que por disposição divina ele era o guardião e, na opinião dos homens, o pai do Filho de Deus. Daí resulta que o Verbo divino modestamente se submeteu a José, obedeceu-lhe e deu-lhe a honra e a reverência que os filhos devem ao pai.— Papa Leão XIII, Carta Encíclica  Quamquam Pluries  sobre a devoção a São José, 15 de agosto 1889 